# San Saturnino
San Saturnino ist eine Kirche im römischen Stadtteil Trieste im II. Munizipium.
Die Kirche ließ Papst Pius XI. erbauen. Architekt Clemente Busiri Vici realisierte den Bau von 1935 bis 1940. Papst Johannes Paul II. erhob die Kirche am 21. Oktober 2003 in den Rang einer Titelkirche mit Rodolfo Quezada Toruño als Kardinalpriester. Dieser amtierte bis zu seinem Tod am 4. Juni 2012.